# Nausea
La nausea, parola derivante dal latino nausea, "mal di mare", derivante a sua volta dal greco ναυσία, variante ionica di ναυτία, derivante da ναῦς, "nave", è una sensazione di malessere e fastidio allo stomaco che può precedere il vomito.

## Cause
Può essere un effetto collaterale di molti farmaci, in particolare oppiacei, e può anche comparire dopo un'indigestione, specie di cibi dolci. Questo fenomeno è dovuto principalmente all'attività locale degli oppiacei sui recettori mu presenti nel plesso mesenterico del tratto gastrointestinale. Tuttavia, la combinazione terapeutica ossicodone/naloxone a rilascio prolungato (grazie alla doppia azione agonista/antagonista sui recettori mu) ha dimostrato di essere efficace in termini di sollievo dal dolore, ma anche sicura, garantendo una riduzione dei sintomi indotti da oppiacei tra cui la nausea.
La nausea non è una malattia bensì un sintomo di numerose patologie, molte delle quali sono relative allo stomaco. Inoltre è spesso indicativa di una malattia latente nell'organismo. Il mal di mare, dovuto alla confusione tra movimento percepito e movimento reale, ne è un esempio: il senso dell'equilibrio si trova nell'orecchio interno e funziona con la vista. Quando questi due sensi non concordano su quanto il corpo si stia muovendo, il sintomo risultante sarà la nausea, sebbene lo stomaco non abbia a che fare con questa condizione. L'interessamento dello stomaco avviene perché il cervello ritiene che uno dei due sensi sia ingannato dall'ingestione di un veleno; quindi stimolerebbe il vomito per eliminare la sostanza tossica.
In medicina, la nausea può presentarsi durante la chemioterapia e dopo gli interventi chirurgici in anestesia generale. È sintomo comune dei primi mesi della gravidanza; in tal caso una nausea moderata è da considerarsi normale.
Altre cause di nausea includono:
- Infezione da HIV acuta
- Malattia di Addison
- Ansia
- Appendicite
- Tumore cerebrale
- Caffeinismo
- Cancro
- Sindrome da stanchezza cronica
- Commozione cerebrale
- Malattia di Crohn
- Depressione
- Diabete
- Dolore molto intenso
- Vertigini
- Farmaci
- Esercizio fisico molto intenso
- Influenza (non comune e nei bambini)
- Intossicazione alimentare
- Gastrite
- Gastroenterite
- Gastroparesi
- Reflusso gastroesofageo
- Attacco cardiaco
- Idrocefalo
- Iperkaliemia
- Ipertensione endocranica
- Sindrome del colon irritabile
- Insufficienza renale
- Sindrome di Menière
- Emicrania
- Droghe
- Norovirus (virus di Norwalk)
- Pancreatite
- Ulcera peptica
- Gravidanza
- Deprivazione del sonno
- Stress
- Pandemia influenzale del 2009 (chiamata colloquialmente influenza suina)
- Fenomeno di Tullio (vertigine indotta da stimoli sonori a bassa tonalità)
- Sindrome da astinenza
- Disturbi dell'equilibrio
- Epatite virale
- Uno dei sintomi del morso di un ragno vedova nera (Latrodectus mactans)

## Nausea e vomito in chemioterapia
La chemioterapia è il trattamento di molte malattie oncologiche e ematologiche. Un effetto indesiderato frequente di molte chemioterapie è la comparsa di nausea e vomito. Tale fenomeno è causato dall'azione che la chemioterapia esercita sulle cellule dello stomaco e dell'intestino che rilasciano sostanze come la serotonina, la sostanza P e la dopamina. Tali sostanze agiscono sia a livello gastrointestinale (serotonina) sia a livello dei centri cerebrali della nausea (dopamina e sostanza P) promuovendo tale effetto collaterale.
Esistono tre tipi di nausea legata a chemioterapia che sono: acuta (prime 24 ore dopo la terapia), tardiva (successiva alle prime 24 ore) e anticipatoria (ossia precede la somministrazione della chemioterapia stessa). L'intensità della nausea e la sua frequenza dipendono da molti aspetti come: il tipo di chemioterapici utilizzati (esempio il cisplatino promuove facilmente nausea e vomito), ma anche dalle caratteristiche dei pazienti (esempio le donne sono più soggette degli uomini, i non fumatori sono più soggetti dei fumatori).
Attualmente esistono farmaci usati per prevenire la nausea indotta dalla chemioterapia e sono principalmente inibitori dell'azione della serotonina (ondansetron, granisetron e palonosetron) o inibitori dell'azione della sostanza P (aprepitan, fosaprepitant). Tali farmaci usati singolarmente o più spesso in associazione tra loro (un inibitore della serotonina più un inibitore della sostanza P) in combinazione con corticosteroidi (a formare una tripletta di farmaci) sono molto utili nel controllo della nausea causata dalla chemioterapia. Tali farmaci anche combinati in triplette mostrano la loro massima efficacia quando sono somministrati per prevenire l'insorgenza di nausea. Altri farmaci efficaci sono aloperidolo, metoclopramide, olanzapina, scopolamina transdermica, i corticosteroidi e le benzodiazepine (in particolare il lorazepam).

## Trattamento
Sebbene nausea e vomito di breve durata sono generalmente non pericolosi, possono indicare una malattia più seria, come la celiachia. Quando il vomito è prolungato, può esserci disidratazione e/o un pericoloso squilibrio elettrolitico.
Una terapia sintomatica contro la nausea può includere piccole porzioni di cibo solido. Ciò però non è semplice, dato che la nausea è quasi sempre associata a perdita d'appetito. Se il paziente è disidratato può essere necessaria la reidratazione con soluzioni elettrolitiche per via endovenosa o via orale. Se la causa è il mal di mare il sedersi in un ambiente stabile può aiutare.
Esistono molti tipi di medicinali contro nausea e vomito, e la ricerca continua per produrre farmaci ancor più efficaci. I principali impiegati dopo gli interventi chirurgici sono ondansetron, desametasone, prometazina. doxilamina è usata nella nausea gravidica mattutina. Mirtazapina, un antidepressivo, ha anche effetti antiemetici.
Lo zenzero e la marijuana sono usati da secoli come rimedi naturali per la nausea, risultati che studi recenti hanno validato. Un rimedio per la nausea, inoltre, sono le bevande gassate.
La menta piperita ha invece evidenziato un effetto comparabile a quello del placebo.